# Центральный проезд Хорошёвского Серебряного Бора
Центра́льный прое́зд Хорошёвского Сере́бряного Бо́ра — улица в Серебряном бору Москвы (район Хорошёво-Мнёвники), между 1-й и 3-й линиями Хорошёвского Серебряного Бора.

## Происхождение названия
До 1997 года улица называлась Центральный проезд. Современное название дано по центральному расположению в Хорошёвском Серебряном бору.

## Описание
Центральный проезд начинается от берега Москвы-реки и проходит на юго-восток по направлению к каналу, пересекает последовательно 3-ю, 2-ю и 1-ю линию Хорошёвского Серебряного Бора.

## См.также
- Серебряный бор